# مراتا د خیلکا
مراتا د خیلکا (به اسپانیایی: Morata de Jiloca) یک دهستان در اسپانیا است که در استان ساراگوسا واقع شده‌است. مراتا د خیلکا ۲۲ کیلومتر مربع مساحت و ۳۰۷ نفر جمعیت دارد و ۶۱۹ متر بالاتر از سطح دریا واقع شده‌است.